# Porcellio balearicus
Porcellio balearicus är en kräftdjursart som beskrevs av Cruz och Lluc Garcia 1992. Porcellio balearicus ingår i släktet Porcellio och familjen Porcellionidae. Inga underarter finns listade i Catalogue of Life.